# Contra-compositie X
Contra-compositie X is een schilderij van de De Stijl-voorman Theo van Doesburg in het Kröller-Müller Museum in Otterlo.

## Titel

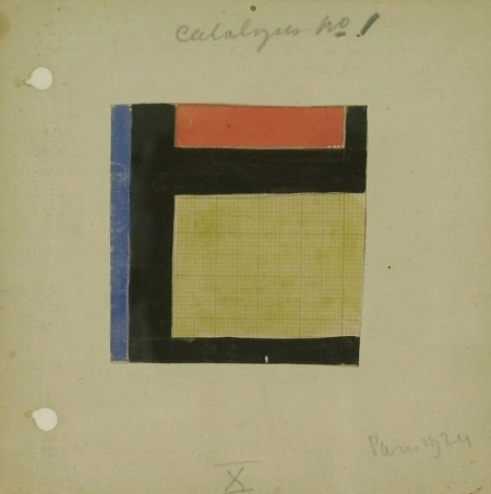
Theo van Doesburg. Studie voor Contra-compositie X. 1924. Potlood en gouache op papier bevestigd op karton. 11,5 × 12 cm. Otterlo, Kröller-Müller Museum.

Het schilderij maakt deel uit van een serie van 18 werken, die Van Doesburg tussen 1924 en 1930 schilderde en die hij aanduidde met de titel Contra-compositie. Hij gaf deze werken deze titel ter onderscheiding van zijn eerdere werk en om aan te geven dat hij een nieuwe weg was ingeslagen: het elementarisme. Omdat dit werk zijn eerst voltooide contra-compositie was, noemde hij het aanvankelijk Contra-compositie I. Omstreeks 1927 nam hij de voorstudie van het werk op in een soort kunstenaarsboek getiteld Unique Studies for Compositions, dat mogelijk bedoeld was als catalogus of documentatie voor de Amerikaanse markt. Omdat Van Doesburg deze voorstudie op het tiende, genummerde blad van dit boekje plakte, heeft het werk tegenwoordig de titel Contra-compositie X.

## Positie
Van Doesburg drukte het werk in 1925 af in De Stijl als 'Contra-Kompositie I' (6e jaargang, nummer 10-11, p. 156). Het werk is hier 90° tegen de klok in gedraaid afgebeeld en mist de verticale baan rechtsboven. Van Doesburg veranderde de positie van het werk dus op een zeker moment door 'haut' (boven) op het spieraam achter op het werk te schrijven.

## Datering
Het werk is rechtsonder gesigneerd 'TH.v.D. 1924'. Het moet op 24 juli van dat jaar voltooid zijn, want op die datum schreef hij Antony Kok: 'Ik heb me toen maar vol ijver op m'n werk gestort en heb al vijf dingen in bewerking, waarvan er 1 [Contra-compositie X] klaar is. Mooi, geheel nieuw-van-opvatting'.

## Herkomst
In 2003 kocht het Kröller-Müller Museum het werk met steun van de Nederlandse overheid, de SponsorBingo Loterij en de Vereniging Rembrandt van de weduwe van architect Aldo van Eyck, Hannie van Eyck. Het echtpaar Van Eyck kreeg het werk omstreeks 1945 van Van Doesburgs weduwe, Nelly van Doesburg.

## Tentoonstellingen
Contra-compositie X maakte deel uit van de volgende tentoonstellingen:
- ‘1940’. Deuxième exposition Rétrospective Van Doesburg, 15 januari-1 februari 1932, Porte de Versailles Parc des Expositions, Parijs.
- Theo van Doesburg, 2-31 mei 1936, Stedelijk Museum, Amsterdam.
- Konstruktivisten, 16 januari-14 februari 1937, Kunsthalle, Bazel (?).
- De Stijl, 6 juli-25 september 1951, Stedelijk Museum, Amsterdam.
- Theo van Doesburg, 13 december 1968-26 januari 1969, Van Abbemuseum, Eindhoven.
- Theo van Doesburg, 17 februari-23 maart 1969, Gemeentemuseum Den Haag.
- Theo van Doesburg 1883-1931, 18 april-1 juni 1969, Kunsthalle Neurenberg, Marientor.
- Konstruktive Kunst, 9 augustus-7 september 1969, Kunsthalle Bazel.
- Mondrian und De Stijl, mei-augustus 1979, Galerie Gmurzynska, Keulen.
- De Stijl, 1917-1931, 6 augustus 1982-?, Stedelijk Museum, Amsterdam.
- De Stijl, 1917-1931, ?-4 oktober 1982, Kröller-Müller Museum, Otterlo.
- Die Sprache der Geometrie, Kunstmuseum, Bern, 17 maart-13 mei 1984, tent.cat.: ISBN 9783716504987, cat.nr. 28, p. 53.
- Van Doesburg and the International Avant-Garde, 20 oktober 2009-3 januari 2010, Stedelijk Museum De Lakenhal, Leiden, 4 februari-16 mei 2010, Tate Modern, Londen, tent.cat.: ISBN 978-1-85437-872-9, p. 249 (als Counter-Composition X, 1924).